# Jan van der Hoeve
Jan van der Hoeve (Santpoort, 13 aprile 1878 – Leida, 26 aprile 1952) è stato un oculista e medico olandese.

## Biografia
Van der Hoeve si laureò presso l'Università di Leiden e conseguì il dottorato presso l'Università di Berna. Divenne professore di oftalmologia presso l'Università di Groningen e successivamente presso l'Università di Leiden. Van der Hoeve diventò membro della Royal Dutch Academy of Arts and Sciences nel 1923. Fu eletto presidente della sezione fisica dell'istituto nel 1932.